# ニッツァ・モンフェッラート
ニッツァ・モンフェッラート（伊: Nizza Monferrato）は、イタリア共和国ピエモンテ州アスティ県にある、人口約10,000人の基礎自治体（コムーネ）。

## 地理

### 位置・広がり
| 隣接するコムーネは以下の通り。 - カラマンドラーナ - カステル・ボリオーネ - カステルヌオーヴォ・ベルボ - カステルヌオーヴォ・カルチェーア - フォンタニーレ - インチーザ・スカパッチーノ - モンバルッツォ - サン・マルツァーノ・オリヴェート - ヴァーリオ・セッラ - ヴィンキオ |

#### 地震分類
イタリアの地震リスク階級 (it) では、4 に分類される
。

## 行政

### 分離集落
ニッツァ・モンフェッラートには、以下の分離集落（フラツィオーネ）がある。
- Case Giolito, Istituto San Giuseppe, Ponteverde, Regione Annunziata, Regione Baglio, Regione Bricco, Regione Campolungo, San Michele, San Nicolao, Sant’Anna, Villa Cerreto, Volta

## 姉妹都市
- サヴィニャーノ・スル・ルビコーネ、イタリア 1995年